# Omphalodes krameri
Omphalodes krameri är en strävbladig växtart som beskrevs av Adrien René Franchet och Sav. Omphalodes krameri ingår i släktet lammtungor, och familjen strävbladiga växter.

## Underarter
Arten delas in i följande underarter:
- O. k. albiflora
- O. k. leucantha
- O. k. laevisperma